# Шиппенвілл (Пенсільванія)
Шиппенвілл (англ. Shippenville) — місто (англ. borough) в США, в окрузі Клеріон штату Пенсільванія. Населення — 442 особи (2020).

## Географія
Шиппенвілл розташований за координатами 41°15′10″ пн. ш. 79°27′48″ зх. д. / 41.25278° пн. ш. 79.46333° зх. д. (41.252795, -79.463261).  За даними Бюро перепису населення США в 2010 році місто мало площу 0,79 км², уся площа — суходіл.

## Демографія
Згідно з переписом 2010 року, у селищі мешкало 480 осіб у 207 домогосподарствах у складі 121 родини. Густота населення становила 604 особи/км².  Було 230 помешкань (290/км²).
Расовий склад населення:
| - 98,8 % — білих - 0,4 % — азіатів |

До двох чи більше рас належало 0,8 %. Частка іспаномовних становила 0,2 % від усіх жителів.
За віковим діапазоном населення розподілялося таким чином: 22,1 % — особи молодші 18 років, 64,8 % — особи у віці 18—64 років, 13,1 % — особи у віці 65 років та старші. Медіана віку мешканця становила 36,7 року. На 100 осіб жіночої статі у селищі припадало 99,2 чоловіків;  на 100 жінок у віці від 18 років та старших — 100,0 чоловіків також старших 18 років.
Середній дохід на одне домашнє господарство  становив 61 701 долар США (медіана — 48 846), а середній дохід на одну сім'ю — 61 951 долар (медіана — 58 750). Медіана доходів становила 43 417 доларів для чоловіків та 27 625 доларів для жінок. За межею бідності перебувало 7,4 % осіб, у тому числі 13,8 % дітей у віці до 18 років та 0,0 % осіб у віці 65 років та старших.
Цивільне працевлаштоване населення становило 310 осіб. Основні галузі зайнятості: освіта, охорона здоров'я та соціальна допомога — 37,1 %, виробництво — 14,5 %, роздрібна торгівля — 10,6 %, транспорт — 6,8 %.